# Великий пробел

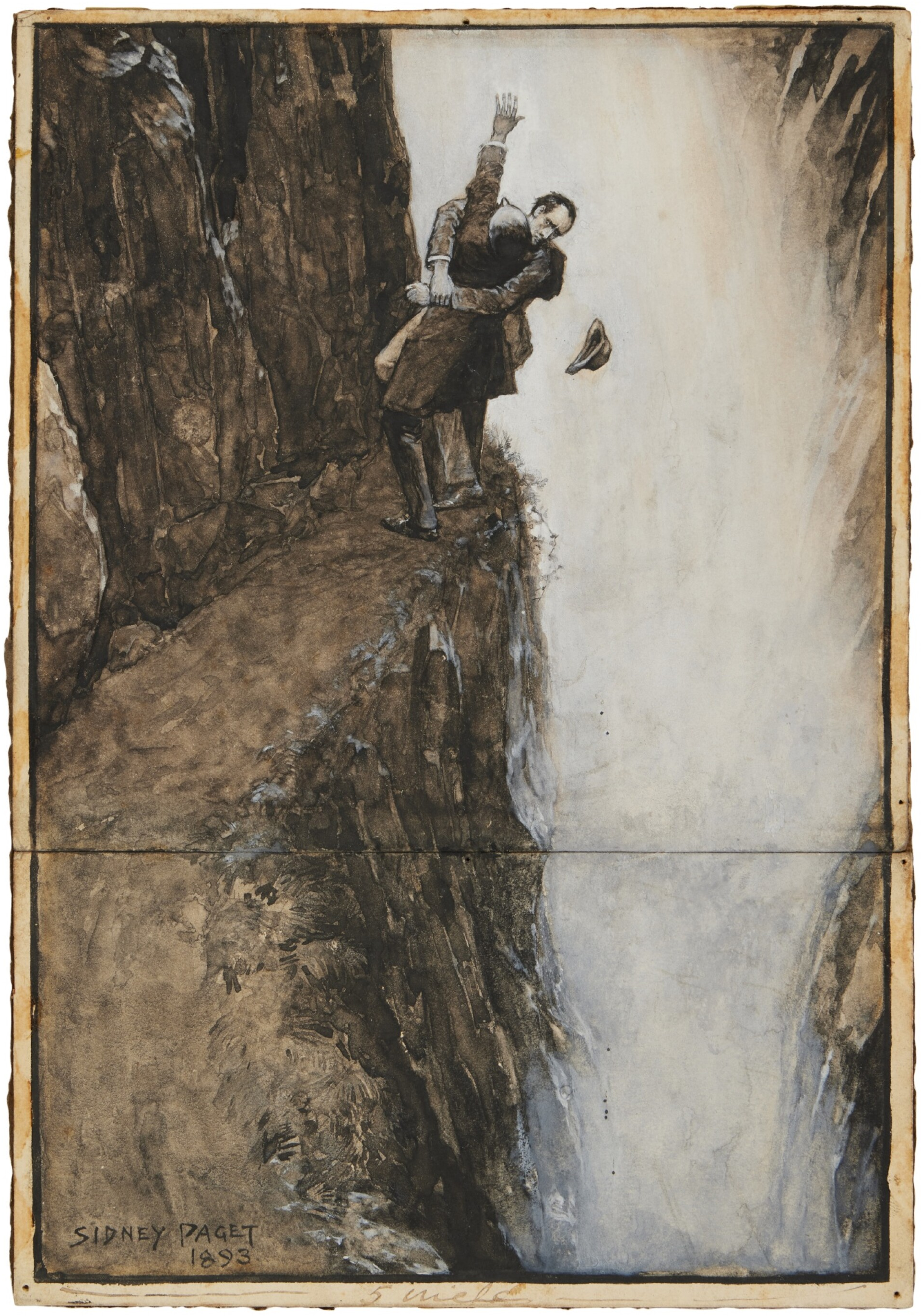
Шерлок Холмс и профессор Мориарти у Рейхенбахского водопада. Иллюстрация Сидни Пэджета к рассказу «Последнее дело Холмса», опубликованному в журнале The Strand Magazine в декабре 1893 года

Великий пробел, также Великая пауза, Великое зияние (англ. The Great Hiatus) — период времени с 4 мая 1891 года по начало апреля 1894 года, когда литературный персонаж, гениальный частный детектив Шерлок Холмс, созданный английским писателем Артуром Конаном Дойлом, считался мёртвым. Принятый в холмсоведении термин появился в статье Эдгара Вордсворта Смита (Edgar Wadsworth Smith) «Шерлок Холмс и Великий Пробел» (Sherlock Holmes and the Great Hiatus), опубликованной в июле 1946 года в журнале Baker Street Journal.
В 1887 году Артур Конан-Дойл издал первый рассказ о Шерлоке Холмсе. Для сборника рассказов «Воспоминания Шерлока Холмса», напечатанного в журнале The Strand Magazine в декабре 1893 года, автор написал рассказ «Последнее дело Холмса», который должен был завершать эту серию. Писатель пошёл на этот шаг, так как утомился от персонажа и детективной литературы, предпочитая работать в жанре исторической беллетристики. По этой причине Конан Дойл после посещения Швейцарии принял решение «убить» своего персонажа в этом рассказе. Согласно его сюжету, 4 мая 1891 года произошла схватка Холмса с профессором Мориарти на краю Рейхенбахского водопада в Швейцарии, закончившаяся для них смертью. Несмотря на то, что тело Холмса не нашли, всё указывало на его гибель. Однако поклонники были крайне недовольны финалом рассказа. В своих мемуарах Дойл писал о том, что думал, что он раз и навсегда покончил со своим знаменитым героем. Однако реакция публики и издателей поразила его: «„Варвар“! — так начиналось присланное мне возмущённое письмо одной леди: подозреваю, что говорила она от лица многих читателей. Я узнал, что многие плакали. Боюсь, что сам я выказал полное бесчувствие, но был рад возможности снова пуститься на просторы воображения — соблазн больших гонораров был слишком велик, чтобы совсем перестать думать о Холмсе». В 1901—1902 годах была опубликована повесть «Собака Баскервилей», где расследование ведёт Холмс, а действие разворачивается до его «гибели». Первоначально автор не планировал включать своего персонажа в сюжет, но позже всё-таки сделал это, так как ему требовался «вершитель судеб», а Холмс прекрасно подходил на эту роль. Большой успех повести вновь оживил интерес публики к продолжению знаменитой серии.
В конце концов протесты читателей и заманчивые финансовые предложения издателей из США и Великобритании вынудили Дойля «воскресить» Холмса в 1903 году и написать сборник «Возвращение Шерлока Холмса». В него вошёл рассказ «Пустой дом» (первая публикация — октябрь 1903 года), где Холмс снова оказался «жив» и приводилось объяснение того, как это стало возможным. Возвращение любимца публики анонсировалось в сентябре 1903 года в «Стрэнде» в следующих выражениях: «Читатели хорошо помнят то время, когда Шерлок Холмс впервые предстал перед публикой. Вскоре он сделался так знаменит, что теперь имя его известно всему миру. Весть о смерти Шерлока Холмса мы восприняли с той печалью, с какой узнаем об утрате лучшего друга. К счастью, несмотря на свидетельства очевидцев, это сообщение оказалось ошибочным. Как ему удалось выжить в схватке с Мориарти у Рейхенбахского водопада, почему он скрывался от всех, включая и своего друга доктора Уотсона, как он вернулся и что предшествовало этому замечательному возвращению — читайте в первом рассказе нового сборника…»
Согласно рассказу «Пустой дом» Холмс рассказал Ватсону, что инсценировал свою смерть, так как на свободе оставались ещё члены банды, которые поклялись его убить. Он не сообщал своему другу о произошедшем, так как тот слишком прямодушен и, зная истинное положение вещей, мог неумышленно выдать тайну. В литературе указывалось на шаткость подобной аргументации и то, что подобную мотивировку Дойл использовал в позднем рассказе «Шерлок Холмс при смерти» (1913). После смерти Мориарти, пешком и без денег, Холмс, избежав опасности, которая исходила от полковника Себастьяна Морана, преодолел Альпы и добрался до Флоренции. Там Холмс связался со старшим братом Майкрофтом и получил от него денежные средства. Затем Холмс путешествовал два года по Тибету под именем норвежца Сигерсона, где посетил Лхасу и провёл несколько дней у далай-ламы. Затем объехал всю Персию, заглянул в Мекку (очевидно, используя актёрские навыки, так как, согласно законам ислама, посещение Мекки и Медины иноверцами исключается) и побывал с визитом у калифа в Хартуме (о чём представил отчёт министру иностранных дел Великобритании). Вернувшись в Европу, Холмс провёл несколько месяцев на юге Франции, в Монпелье, где занимался исследованиями веществ, получаемых из каменноугольной смолы. В начале апреля 1894 года, предположительно пятого числа, Холмс неожиданно объявляется в Лондоне, чтобы расследовать убийство Рональда Адэра. После ликвидации остатков преступной группы Мориарти Шерлок Холмс снова поселяется на Бейкер-стрит. Туда же переезжает овдовевший к тому времени доктор Ватсон.
Появление рассказа «Пустой дом» в «Стрэнде» вызвало небывалый ажиотаж, выстраивались очереди чтобы купить номер журнала. В лондонской "The Westminster Gazette" писали, что всё оказалось так, как все и думали: «Холмс не погиб в результате падения со скалы. На самом деле он никогда с неё и не падал. Спасаясь от врагов, он вскарабкался на другую сторону скалы, крайне нелюбезно оставив в неведении бедного Ватсона. Мы называем это нечестным поступком. Но всё равно, кто может жаловаться?». Исследователями и любителями «Канона» (56 рассказов и 4 повести Дойла) было выдвинуто множество предположений в отношении того, чем занимался почти три года Холмс: потерял память после схватки с Мориарти и лежал в больнице под надзором Майкрофта; занимался шпионажем в Германии; находился в США, где расследовал дело подозреваемой в убийстве отца и мачехи Лиззи Борден. Гэвин Бренд и некоторые другие исследователи писали, что рассказ о трёхлетнем отсутствии Холмса не соответствует действительности, а на самом деле после Швейцарии он вернулся в Англию, где занимался обезвреживанием оставшихся на свободе участников банды Мориарти. По другим неортодоксальным версиям, никакого «Наполеона преступного мира» никогда и не существовало, так как он является выдумкой Холмса, использовавшего образ гениального врага, чтобы объяснить неудачи в своей деятельности; утверждалось даже, что Холмс и Мориарти — одно и то же лицо. Детективный писатель Рональд Нокс предположил, что сыщик всё-таки погиб у швейцарского водопада, а остальные события из его жизни являются плодом беллетристического творчества Ватсона. Причём такое развитие событий встречается и у других авторов. В некоторых вариантах Холмс женился на Ирэн Адлер во Флоренции. Детективистка Джун Томсон (англ. June Thomson) в книге «Holmes and Watson: A Study in Friendship» (русский перевод — «Досье на Шерлока Холмса»), написанной в рамках «Канона», подчёркивала, что обоснованное «возражение против этих теорий, как бы изобретательны они ни были, — то, что в опубликованных рассказах им нет подтверждения. Следовательно, перед лицом этого неопровержимого факта следует принять за истину утверждение Холмса, что Мориарти умер у Рейхенбахского водопада и что после его смерти Холмс действительно путешествовал по Тибету, Персии и Судану, прибыв в конце 1893-го или в начале 1894 года в Монпелье».